# Desudaba danad
Desudaba danad är en insektsart som beskrevs av Gerstaecker 1895. Desudaba danad ingår i släktet Desudaba och familjen lyktstritar. Inga underarter finns listade i Catalogue of Life.